# Wickham, Hampshire
Wickham är en ort i civil parish Wickham and Knowle, i distriktet Winchester, Storbritannien. Den ligger i grevskapet Hampshire och riksdelen England, i den södra delen av landet, 100 km sydväst om huvudstaden London. Wickham ligger 25 meter över havet. Byn hade 2 173 invånare år 2021. Byn nämndes i Domedagsboken (Domesday Book) år 1086, och kallades då Wicheham.
Terrängen runt Wickham är platt. Runt Wickham är det mycket tätbefolkat, med 1 463 invånare per kvadratkilometer. Närmaste större samhälle är Southampton, 15,1 km väster om Wickham. Trakten runt Wickham består till största delen av jordbruksmark.